# Eolagurus luteus
Eolagurus luteus — вид гризунів родини Cricetidae. Зустрічається в Китаї, Казахстані, Монголії. Його природне місце існування — сухостепові, напівпустельні та стабільні піщані біотопи. Навесні та влітку вони зустрічаються на низьких висотах, де залишаються, поки трава повністю не висохне, після чого вони перемістяться на більшу висоту, щоб харчуватися гірською травою протягом зими. Це денний вид. Будує нори в ділянках піщаного ґрунту, і кожен вхід з’єднаний з іншими стежками. Харчується корінням, бульбами та насінням солянки, полину та різної трави поблизу своїх нір і спливає лише на дуже короткий проміжок часу. Коли їжа навколо нори буде вичерпана, вони перейдуть до нової нори або викопають нову. Розмноження відбувається в літні місяці з двома (Монголія) або принаймні трьома (Китай) приплодами приблизно по 6–9 молодих дитинчат. Молодь досягає статевої зрілості протягом 3–4 тижнів. Розмір популяції та масштаби поширення виду можуть сильно коливатися з року в рік.

## Морфологічна характеристика
Довжина голови й тулуба становить від 10,5 до 19,5 сантиметрів, а хвіст — від 12 до 22 міліметрів. Хутро блідо-піщано-коричневе, частково з темнішими плямами на шиї та навколо очей. Боки піщано-жовті й переходять у блідо-жовте черево. Верх лап і шерсть на підошвах жовто-коричневі. Великий палець (pollex) передньої лапи має маленький загострений кіготь. У молодих тварин посередині спини часто є нечітка світла смуга, якої у дорослих немає. 